# Мері Вітон Калкінс
Мері Вітон Калкінс (англ. Mary Whiton Calkins; нар. 30 березня 1863 — пом. 26 лютого 1930) — американська філософка і психологиня, чия робота стала джерелом теорії та дослідження пам'яті, сновидінь і «Я» у філософії та психології. Калкінс було відмовлено в ступені доктора філософії Гарвардським університетом через її стать.
Калкінс є ключовою фігурою в історії жінок-психологів. У Коледжі Велслі вона заснувала першу психологічну лабораторію для жінок. Була першою жінкою, яка виконала вимоги до докторського ступеня з психології за одностайної підтримки факультету психології Гарвардського університету, хоча університет і відмовився присудити ступінь на тій підставі, що не приймав жінок. Пізніше Калкінс стала президенткою Американської психологічної асоціації та Американської філософської асоціації та першою жінкою, яка була президенткою обох асоціацій. 1903 року Калкінс була дванадцятою, обраною колегами, у списку п'ятдесяти психологів з найбільшими заслугами.
Протягом чотирьох десятиліть Калкінс викладала психологію та філософію в Коледжі Веллслі та проводила дослідження в ньому та Гарвардському університеті протягом більшої частини цього часу.

## Ранні роки
Мері Вітон Калкінс народилася 30 березня 1863 року в Гартфорді, штат Коннектикут. Вона була старшою з восьми дітей. Її батьками були Волкотт і Шарлотта Вітон Калкінси. 1880 року Мері разом із родиною переїхала до Ньютона, штат Массачусетс, щоб розпочати навчання, і залишилася там до кінця свого життя. Родина переїхала до Массачусетсу, тому що батько, який був пресвітеріанським священником, отримав там нову роботу.
Оскільки батько Мері брав активну участь у нагляді за освітою своїх дітей і планував їхнє навчання, Калкінс змогла вступити до коледжу після закінчення середньої школи. У 1882 році Калкінс вступила на другий курс Сміт-коледжу й провчилася там рік, оскільки після смерті сестри в 1883 році взяла рік перерви в коледжі й навчалася сама. Під час цієї перерви Калкінс мала приватні уроки репетиторства в Греції, а також навчала двох своїх братів. 1884 року вона повернулася до Сміт-коледжу, щоб здобути ступінь з антикознавства та філософії.
Після закінчення навчання Калкінс та її родина здійснили вісімнадцятимісячну подорож до Європи, де Мері змогла дослідити Лейпциг, Італію та Грецію. Оскільки Калкінс вивчала антикознавство, то скористалася можливістю провести кілька місяців, подорожуючи та вивчаючи сучасну грецьку мову та античність. Після повернення до Массачусетсу, батько Калкінс призначив їй співбесіду з президентом Коледжу Веллслі, повністю жіночого коледжу, на роботу репетиторки в грецькому відділі. Вона три роки працювала репетиторкою, а потім і викладачкою грецького відділу. Професор факультету філософії помітив чудове викладання Калкінс і запропонував їй посаду викладати психологію, яка була новою для навчальної програми факультету філософії. Калкінс прийняла пропозицію за умови, що вона зможе додатково вивчати психологію протягом одного року.
Хоча тогочасні жінки мали освітні можливості для відвідування та викладання в коледжах, Калкінс все ще стикалася з сексизмом у своїй галузі та не мала багато варіантів для здобуття ступеня психології. Вона розглядала психологічні програми в Мічиганському університеті з Джоном Дьюї, Єльському університеті з Джорджем Трамбеллом Леддом, Університеті Кларка з Гренвіллом Стенлі Голлом та Гарвардському університеті з Вільямом Джеймсом. Калкінс висловила зацікавленість у навчанні в лабораторних умовах, специфікації яких на той час мали лише Університет Кларка та Гарвард. Вона прагнула вступу саме до Гарварду, швидше за все, через його близькість до її дому в Ньютоні. Гарвард не дозволяв жінкам навчатися у своєму закладі, але дозволив Калкінс сидіти на лекціях після того, як її батько та президент коледжу Веллслі надіслали листи з проханням про її допуск. Калкінс вирішила відвідувати заняття в Harvard Annex (попередник Коледжу Редкліфф), де викладав Джосая Ройс.

## Кар'єра

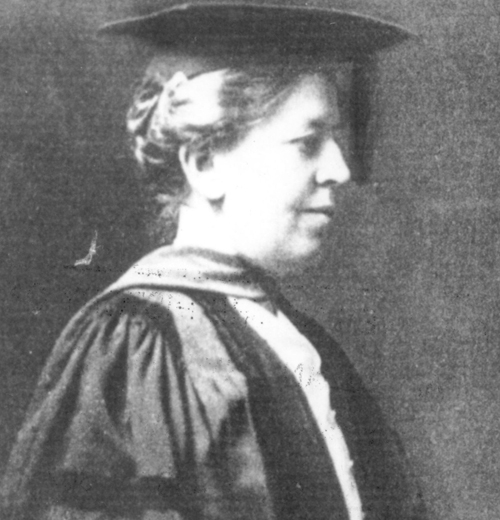
Мері Вітон Калкінс

За свою кар'єру Калкінс опублікувала 4 книги та понад 100 статей як у галузі психології, так і філософії та цікавилася пам'яттю, а потім і концепцією «Я» у філософії. Калкінс найбільш відома своїми досягненнями в галузі психології та своєю боротьбою за досягнення. Після того, як їй відмовили в здобуття ступеня в Гарварді, Калкінс продовжував працювати й прагнути досягнення рівності.
1903 року вона посіла 12 місце в списку 50 психологів з найбільшими заслугами, що відбулося після того, як Джеймс Маккін Кеттелл попросив десятьох психологів розташувати своїх американських колег у порядку їхніх заслуг.

### Початкова психологічна підготовка
Джосая Ройс вплинув на те, щоб Калкінс відвідувала уроки Вільяма Джеймса в Гарварді, де чоловіки були її ровесниками. Проте президент Гарвардського університету Чарльз Вільям Еліот виступав проти ідеї, щоб жінка навчалася в одній кімнаті з чоловіками. Під тиском Джеймса та Ройса, а також із петицією батька Калкінса, Еліот все ж дозволив Калкінс вчитися в класах, з умовою, що вона буде просто гостею, а не зареєстрованою студенткою.
Калкінс почала серйозне вивчення психології під керівництвом Вільяма Джеймса, невдовзі після того, як 1890 року було надруковано його відомий підручник «Принципи психології». У своїй автобіографії Калкінс високо оцінювала одне зі своїх перших знайомств з Джеймсом, стверджуючи, що:
Те, що я здобула від написаної сторінки, а ще більше від обговорення тет-а-тет, було, як мені здається ... живим відчуттям конкретності психології та безпосередньої реальності «кінцеві індивідуальні уми» з їхніми «думками та почуттями».
Попри те, що Калкінс була дуже вражена філософією Джеймса, і те, що він був ініціатором її залучення до сфери психології, він не був експериментатором, а саме це і було сферою інтересів Калкінс. Поряд із цим вона стверджувала, що врешті-решт саме доктрини Джеймса про транзитивні почуття стосунків, почуття «і», «якщо» та «але», а також концепція свідомості як прагнення до «особистісної форми» могли бути тим, що почало її головний інтерес до себе. Окрім цього, під час навчання з Джеймсом Калкінс уперше запропонувала увагу як тему для однієї зі своїх робіт, однак вона зазначила, що Джеймс насупився через це, оскільки був втомлений від цієї теми.

### Експериментальна психологія
Після навчання під керівництвом Джеймса Калкінс працювала разом з Едмундом Сенфордом з Університету Кларка, який згодом допоміг їй у створенні першої психологічної лабораторії, якою керували жінки в Коледжі Велслі. Санфорд навчив Калкінс експериментальним лабораторним процедурам, а також допоміг у створенні та складанні численних лабораторних інструментів для психологічної лабораторії Веллслі. Тоді ж Калкінс також дозволили провести дослідницький проєкт, який передбачав вивчення робіт Санфорда, а також власних снів, записаних протягом семи тижнів. Вона записала 205 снів, а Санфорд — 170. Вони прокидалися за допомогою будильника в різні години ночі й записували свої сни в момент пробудження. Вони спали з блокнотом прямо біля ліжка, щоб якомога швидше записувати сни. Кожного ранку Санфорд і Калкінс вивчали всі записи, незалежно від того, чи здавалися вони дріб'язковими, чи значними. Вони також врахували різні типи снів і виявили елементи різних емоцій.
У рамках проєкту також розглядалося співвідношення сну зі свідомим життям наяву з розрізненням людей і місць у сновидіннях. Калкінс пояснювала у своїй автобіографії, що сон «просто відтворює в загальних рисах осіб і місця нещодавнього чуттєвого сприйняття, і що його рідко асоціюють з тим, що має першорядне значення в досвіді неспання». Калкінс і Сенфорд розглядали втрату ідентичності уві сні як «зміну або подвоєння самосвідомості… але весь час людина усвідомлює, що вона є собою».
Дослідження Калкінс цитував Зигмунд Фрейд, коли створював свою концепцію сну. Калкінс також стверджувала, що фрейдисти того часу були «поверхнєво стурбовані „явним змістом“ сновидінь». Результати нещодавнього дослідження, проведеного Монтангеро та Каваллеро (2015), свідчать про те, що послідовні події снів учасників їхнього дослідження рідко були правдоподібними, і часто здавалося, що вони не мали жодного відношення одне до одного. Це свідчить про те, що сни мають мало прихованого значення, і підтверджує висновки оригінального дослідження снів Мері Калкінс.

#### Лабораторія психології та курси у Веллслі

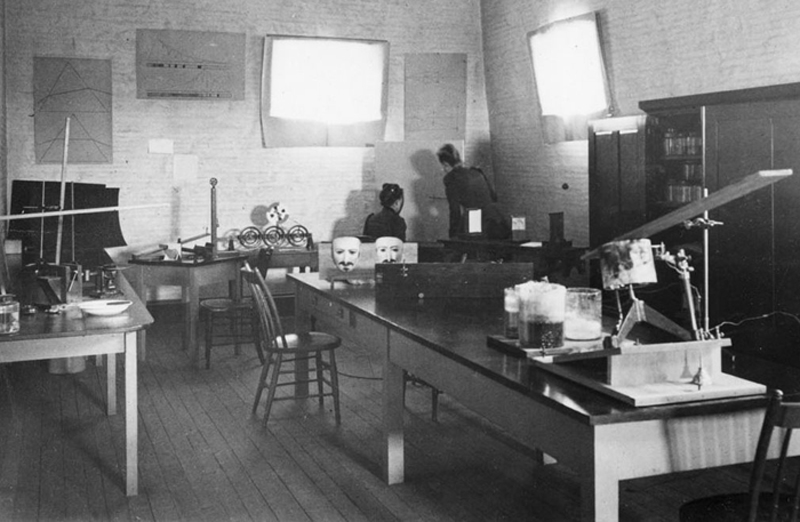
Лабораторія психології, створена Мері Вітон Калкінс

1891 року Калкінс повернулася до Веллслі як викладачка психології на факультеті філософії. Через 12 років після того, як Вільгельм Вундт заснував першу психологічну лабораторію в Лейпцигу, Німеччина, Калкінс заснувала першу психологічну лабораторію, яка була створена жінкою (1891), і першу лабораторію, засновану в жіночому коледжі. Лабораторія була профінансована на 200 доларів США, тоді як усі інші подібні лабораторії того часу фінансувалися на 800 доларів або більше. Калкінс мала багато апаратів, розташованих у прилеглих приміщеннях. Її лабораторія була на горищі п'ятого поверху коледжу Велслі. Після створення лабораторія швидко набула популярності — на першому курсі «психологія, що розглядається з фізіологічного погляду», яку викладала Калкінс, здобула понад п'ятдесят студентів. Ці студенти навчалися в різних галузях психології та проводили експерименти з таких предметів, як відчуття та асоціації.
1914 року в сусідній фізичній лабораторії спалахнула пожежа, яка в підсумку згоріла разом з прилеглими, серед яких була і лабораторія Калкінс. Під час пожежі ніхто зі студентів і викладачів не постраждав, але перша психологічна лабораторія, створена жінкою, була знищена. Згодом лабораторія була перебудована, і Елеонор Гембл пізніше змінила Калкінс в управлінні.

### Подальша освіта
Коли Калкінс почала будувати плани щодо продовження своєї психологічної освіти, поради від Сенфорда зневірили її щодо школи Джона Гопкінса й школи Кларка, оскільки Калкінс припустила, що в них навряд чи прийматимуть жінок як студентів, як це було в Гарварді. Сенфорд заохочував Калкінс досліджувати програми в Європі, припускаючи, що Гуго Мюнстерберг допускає студенток до своєї лабораторії у Фрайбурзі, Німеччина, оскільки бачив на фотографіях з лабораторії Мюнстерберга жінку. Висловивши Джеймсу бажання працювати з Мюнстербергом, Калкінс дізналася, що незабаром Мюнстерберг приїде працювати в Гарвард.
За три роки навчання під керівництвом Мюнстерберга Калкінс опубліковала кілька робіт, зокрема дослідження, яке вона проводила разом із Санфордом про сновидіння, та її першу статтю про асоціації. У своїй автобіографії Калкінс описула Мюнстерберга як «людину глибокого навчання, високої оригінальності та разючої багатогранності». Інша робота з Мюнстербергом охоплювала подальше вивчення снів, яке Калкінс почала зі Сенфордом. Мюнстерберг навчав Калкінс лабораторним експериментам, ставлячи дослідницьку задачу, засновану на записах, які вони двоє робили зі своїх снів протягом кількох тижнів. Протягом цих тижнів вони прокидалися за будильниками в різні години ночі, записували свої сни, а потім інтенсивно їх вивчали. Мюнстерберг і Калкінс дійшли висновку, що сни були нічим іншим, як відтворенням «осіб, місць і подій нещодавнього чуттєвого сприйняття».
Дискримінація, якої Мері Калкінс зазнала через свою стать у ці часи, також була проілюстрована в автобіографії. Калкінс згадувала день, коли Мюнстерберг, бувши членом виконавчого комітету Американської психологічної асоціації, і його студенти, зокрема Калкінс, мали бути присутніми на обідньому засіданні комітету в Гарвардському союзі. Проте офіціант запротестував проти входу групи, заявивши, що «жодна жінка не може ступити в головний зал; також неможливо допустити стільки чоловіків, урівноважених лише однією жінкою, до жіночої їдальні». Хоча здається, що Калкінс постійно боролася як жінка у своїй галузі, вона також висловила у своїй автобіографії вдячність людям, які не дискримінували її. Вона з великою вдячністю описувала «дружнє, товариське і відсвіжне просте прийняття» від чоловіків, які працювали в лабораторії Мюнстерберга як асистенти та студенти. Вона також висловила свою вдячність Мюнстербергу, який без вагань «розчинив двері лабораторії» перед нею.

#### Докторські дослідження

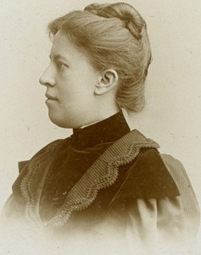
Мері Вітон Калкінс

Під час роботи з Мюнстербергом Калкінс також вивчала пам'ять, що призвело до винаходу методу правильних асоціацій, тепер відомого як техніка парних асоціацій. У своїй автобіографії Калкінс пояснює: «під час показу серії кольорів у поєднанні з цифрами, я виявила, що число, яке неодноразово з'являлося в поєднанні із заданим кольором, було більш вірогідним, ніж яскраво забарвлене число» і що «число, яке було поєднане з кольором останнім, запам'ятовується при повторній появі заданого кольору».
Серія експериментів Калкінс під керівництвом Мюнстерберга, які проводилися між 1894 і 1896 роками, стосувалася концепції нещодавності, оскільки вона пов'язана зі здатністю людини щось запам'ятати. Її методика парних асоціацій показала, що нещодавність поступається яскравості, а яскравість і нещодавність поступаються частоті спогадів. Її метод полягав у показі серії кольорів, поєднаних із цифрами, з подальшим тестуванням на запам'ятовування чисел, коли кольори, з якими вони були раніше поєднані, знову блимають. Результати дослідження показали, що числа, поєднані з яскравими кольорами, зберігаються краще, ніж ті, що пов'язані з нейтральними кольорами. Однак основним фактором, що впливав на пам'ять, був не колір, а частота показу.
Калкінс описала технічний метод запам'ятовування, який вона використовувала, відомий як парні асоціації, як навіть важливіший, ніж результати експерименту. Формула, за якою суб'єкту пред'являють стимул і просять дати відповідь, стала стандартним інструментом для вивчення людського навчання. Хоча Георг Еліс Мюллер критикував метод Калкінс, він удосконалив і перейняв його, назвавши Treffermethode, і з того часу цей метод широко використовується. Едвард Б. Тітченер помістив дослідження Калкінс до свого «Student's Manual», а у своїй автобіографії Калкінс посилається на професора Клайна, який вибрав її метод парних асоціацій для свого підручника «Psychology By Experiment». Техніка парних партнерів також була додана в підручники з психології, видані Геррштейном і Борингом.
Хоча техніка парних асоціацій вважається одним із найбільших внесків Калкінс в психологію, сама авторка не надавала великого значення цій роботі. Існує припущення, що, попри те, що Калкінс часто применшує наслідки своїх досліджень для пам'яті, її твори «складають справді чудову спадщину та представляють важливі, базові, відтворювані явища, які є принципово важливими».
Дослідження Калкінс про парні асоціації під керівництвом Мюнстерберга стало її докторською дисертацією, яка була опублікована 1896 року. Гарвард відмовився схвалити одностайну рекомендацію Департаменту філософії та психології надати Калкінс її докторський ступінь.. Еліот твердо вірив, що дві статі повинні навчатися окремо, і, хоча він дозволив Калкінс бути «гостею», він та решта ради відмовилися присудити їй ступінь. Калкінс виконала всі вимоги для доктора філософії, включно зі складанням іспитів і завершенням дисертації, і всі її професори в Гарварді рекомендували її для здобуття ступеня. Проте винятково через стать Калкінс було відмовлено в наданні наукового ступеня. Джеймс був вражений і описав її виступ як «найблискучіший іспит на докторську дисертацію, які ми мали в Гарварді».
Хоча ступінь так ніколи й не був офіційно присвоєний, Калкінс була першою жінкою, яка завершила всі курсові роботи, іспити та дослідження для отримання докторського ступеня в Гарварді.
Найпомітнішим прикладом соціальної справедливості для жінок від Калкінс стала її відмова від доктора філософії Редкліффа, жіночого коледжу, який співпрацює з Гарвардом. 1902 року Редкліфф запропонував докторський ступінь Калкінс і трьом іншим жінкам, які закінчили навчання в Гарварді, але не здобули докторський ступінь в університеті через свою стать. Три інші жінки прийняли ступінь, і Мюнстерберг наполягав на тому, щоб Калкінс також погодилася, стверджуючи, що ступінь доктора філософії в Редкліффі має таку ж вагу, як і в Гарварді. Калкінс відхилила пропозицію Редкліффа, зазначивши в листі до його правління:
Я щиро захоплююся трьома жінками-стипендіатками, і буду дуже рада бути зарахованою до них. Крім того, я вважаю дуже ймовірним, що ступінь Редкліффа загалом розглядатиметься як практичний еквівалент Гарвардського ступеня, і, нарешті, я повинна радіти мати ступінь доктора філософії, оскільки час від часу вважаю його відсутність незручною, а тепер, коли пропонується ступінь Редкліффа, я сумніваюся, що ступінь Гарварду колись буде відкритим для жінок.
З іншого боку, я все ще вірю, що найкращим ідеалам освіти було б краще, якби Редкліффський коледж відмовився присуджувати ступінь доктора. Ви швидко побачите, що, дотримуючись цього переконання, я не можу правильно піти легшим шляхом прийняття ступеня.— Mary Whiton Calkins, as quoted in Furumoto, 1980, p. 66, via Psychology's Feminist Voices, "Profile: Mary Whiton Calkins".
Попри петиції, станом на 2015 рік Гарвардський університет продовжує відмовлятися посмертно присудити Мері Калкінс ступінь доктора.

### Пізніша робота
Здобувши додаткову освіту, 1895 року Калкінс повернулася до Веллслі як доцентка психології. Через два роки після повернення вона стала професоркою психології та філософії. Це доповнення дозволило їй повернутися до лекцій з антикознавства та грецької мови. Протягом цього часу тривала її експериментальна робота.

Перший підручник Калкінс — «An Introduction to Psychology» — був опублікований 1901 року. «The Persistent Problems of Philosophy» (1907) та «The Good Man and The Good» (1918) були двома публікаціями, в яких вона висловила свої філософські погляди.

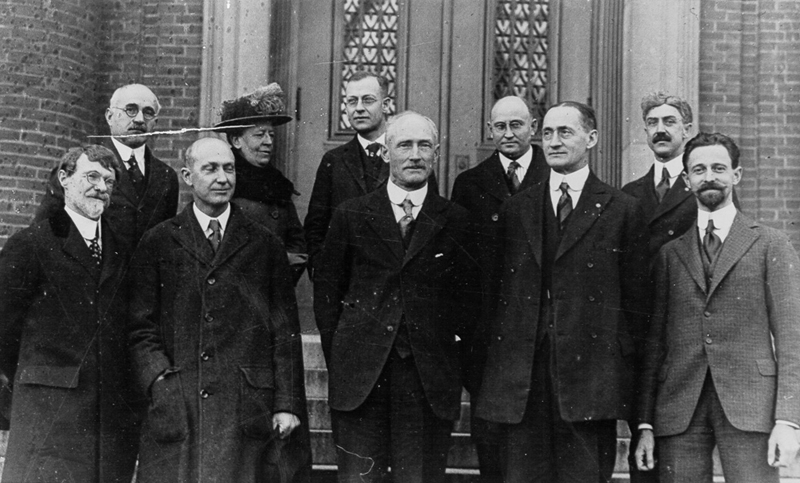
Американські психологи, серед яких Мері Вітон Калкінс, у Кембриджі, 1919 рік.

1905 року Калкінс обрали президенткою Американської психологічної асоціації, а 1918 року — Американської філософської асоціації. Вона була першою жінкою, яка обіймала посади в обох товариствах. 1909 року вона здобула звання почесного доктора літератури в Колумбійському університеті та наступного року — ступінь доктора права в Сміт-коледжі. Мері Калкінс також була першою жінкою, обраною почесним членом Британської психологічної асоціації.

#### «Я» у психології та філософії
Одним із внесків Мері Калкінс у психологію була її система самопсихології. Починаючи з 1900 року Калкінс почала публікувати серію статей, у яких описувала психологію як «науку про себе» — це було передумовою для розвитку її системи самопсихології. Вона витратила багато років, намагаючись дати визначення поняттю «Я», але дійшла висновку, що ніяк не може цього зробити. Калкінс заявила, що, попри те, що «Я» не піддається визначенню, воно є «суцільністю, одним із багатьох характерів… унікальною істотою в тому, що Я — це Я, а Ти — це Ти…».
У той час, коли існувало кілька шкіл думки, Калкінс створила школу самопсихології. Це стало досить непопулярним і суперечливим, оскільки багато психологів не вважали «Я» або душу актуальними. У той час основними школами психології були структуралізм і функціоналізм, які певним чином конкурували між собою; заяви, зроблені однією школою, могли бути рішуче спростувані з боку іншої. На самопсихологію вплинула теорія Вільяма Джеймса щодо ідеї множинних «Я» (матеріальне «Я», соціальне «Я» та духовне «Я»), а також особливий інтерес до теорії Калкінс та Джозі Ройса про те, що люди визначають себе через міжособистісне спілкування.
Калкінс витратила багато часу на роботу з системою самопсихології, критично досліджуючи себе як із філософської, так і з психологічної точок зору. За багато років навчання Калкінс написала багато книг і статей на тему самопсихології. Протягом багатьох років, які вона провела над системою, вона була широко непопулярною, тому Калкінс рідше пов'язують з цією роботою. Попри відсутність оцінки, Калкінс відмовилася втрачати інтерес до предмета, який описується як «наука про свідоме „Я“». Вивчаючи самопсихологію, вона змогла сформувати опис себе, наприклад, «Я», яке залишається незмінним, «Я», яке змінюється, унікальне «Я» та кілька інших описів. Калкінс продовжувала дискутувати про самопсихологію протягом усієї своєї кар'єри, згадуючи її в деяких своїх книгах, одна з яких — «A First Book in Psychology».
Її міркування про те, що самопсихологія настільки непопулярна, полягала в тому, що «людина настільки постійно усвідомлює себе, що, зрозуміло, може не помічати цього, розповідаючи про сенсаційний досвід», і додала, що це призвело до відсутності посилання на себе в інтроспективні дослідження. Вона також припустила, що система не була добре сприйнята колегами-психологами та вченими через плутанину щодо зв'язку особистості з душею, про що Калкінс розповідала у своїй статті «The Case of Self Against Soul» 1917 року. У цій статті вона пояснює, що нашу душу слід вважати самим життям, та використовувала теоретичні аргументи для просування своєї системи, відзначаючи її організаційну роль у психології. Калкінс визначила три основні поняття в самопсихології: суб'єкт, об'єкт і зв'язок між суб'єктом і об'єктом, а також відрізняла самопсихологію від переважливих шкіл атомізму, біхевіоризму, гештальт-психології та психофізичного персоналізму, водночас стверджуючи, що самопсихологія може охоплювати центральні принципи, які сповідують ці школи.
Калкінс вважала самопсихологію формою інтроспекціоністської психології, що охоплює дослідження власного психічного досвіду. Вона вважала, що спонукання людини до інтроспективного мислення може допомогти в багатьох аспектах її життя, зокрема релігії, моралі та інших аспектах розуму. Інтроспекціоністська психологія складалася з двох шкіл: імперсоналістичної, яка заперечувала «Я» у своєму визначенні психології, та персоналістської, яка визначала психологію як дослідження свідомості, функціонування, досвіду «Я».

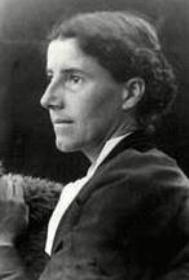
Мері Вітон Калкінс

Калкінс була переконана, що лабораторія є важливою для адекватного навчання психології та що самопсихологія може бути досліджена експериментально, але особисто не брала участі в лабораторних експериментах, пов'язаних із самопсихологією. Калкінс бажала, щоб її школа самопсихології була теорією, у якій функціоналісти та структуралісти могли б знайти спільну мову.
Самопсихологія Калкінс здобувала також і критику з боку колег-психологів того часу. Джеймс Енджелл, засновник функціоналізму, виступав проти нехтування Калкінс тілом як частиною особистості. Після президентської промови в Американській психологічній асоціації, де Калкінс публічно окреслила самопсихологію, Енджелл стверджував: «Така функціональна психологія, яку я представляю, була б цілком сумісною з психологією „Я“ міс Калкінс… якби не її крайній науковий консерватизм у відмові дозволити собі мати тіло… Справжнє психологічне „Я“, як розуміє вона, є чистим безтілесним духом — чудова річ хорошого релігійного та філософського походження, але, звичайно, не те, що психологія зобов'язана знати». Насправді ж Калкінс залишала значне місце для тіла у своєму зверненні, беручи до уваги сенсомоторні процеси та фізіологічні явища, однак вона не розглядала тіло як суттєвий «базальний факт» психології.

## Особисте життя
Крім свого внеску в психологію, Калкінс була затятою захисницею прав жінок. Вона була суфражисткою та зазначала, що «в демократичній країні, яка керується виборчим правом її громадян, і яка віддана принципам і практиці навчання жінок, розрізнення за ознакою статі є штучним і нелогічним». Калкінс була пацифісткою й учасницею Американського союзу громадянських свобод. Під час роботи у коледжі Веллслі приблизно під час Першої світової війни, колегу Калкінс звільнили за пацифістські погляди, після чого Калкінс запропонувала і власну відставку, заявивши, що вона дотримується тих самих поглядів, що і її колега, якого звільнили, але її відставка з Веллслі не була прийнята президентом або правлінням.
Як можна побачити у творах Калкінс, вона була дуже вдячна людям, які прийняли її, і вона не ображалася на тих, хто цього не зробив. Наприклад, замість того, щоб висловити зневагу раді Гарварду за неприйняття заявки на здобуття наукового ступеня, Калкінс передала свою вдячність Гарварду за те, що він дозволив їй брати участь у курсах, проводити дослідження під керівництвом своїх професорів і працювати з такими людьми, як Джеймс, Санфорд і Мюнстерберг. Вона також згадувала допомогу таких діячів, як Роберт МакДугалл та кілька інших, які роками були поруч із нею як її механіки, піддані, радники та навіть друзі.
Калкінс працювала викладачкою коледжу Веллслі протягом сорока років, поки не вийшла на пенсію 1929 року. Наступного року Мері Вітон Калкінс померла — за життя вона написала чотири книги й понад сотню робіт, які рівномірно розподілені між галузями психології та філософії.

## Публікації
- 1888: Sharing the Profits, Ginn & Company.
- 1896: Association: An Essay Analytic and Experimental, Macmillan.
- 1901: An Introduction to Psychology, The Macmillan Company.
- 1907: The Persistent Problems of Philosophy: An Introduction to Metaphysics Through the Study of Modern Systems, The Macmillan Company.
- 1909: A First Book in Psychology, The Macmillan Company.
- 1918: The Good Man and the Good, The Macmillan Company.